# Classica di Amburgo 2022
La Classica di Amburgo 2022 (ufficialmente BEMER Cyclassics per motivi di sponsorizzazione), venticinquesima edizione della corsa e valida come ventisettesima prova dell'UCI World Tour 2022 categoria 1.UWT, si svolse il 21 agosto su un percorso di 204,7 km, con partenza e arrivo ad Amburgo, in Germania. La vittoria fu appanaggio dell'austriaco Marco Haller, il quale completò la gara in 4h37'23", alla media di 44,278 km/h, precedendo i belgi Wout Van Aert e Quinten Hermans.
Sul traguardo di Amburgo 130 ciclisti, dei 145 partenti, hanno portato a termine la competizione.

## Squadre e corridori partecipanti
| N.      | Cod. | Squadra                     |
| ------- | ---- | --------------------------- |
| 1-7     | QST  | Quick-Step Alpha Vinyl Team |
| 11-17   | ACT  | AG2R Citroën Team           |
| 21-27   | AQT  | Astana Qazaqstan Team       |
| 31-37   | TBV  | Bahrain Victorious          |
| 41-47   | BOH  | Bora-Hansgrohe              |
| 51-57   | COF  | Cofidis                     |
| 61-67   | EFE  | EF Education-EasyPost       |
| 71-77   | GFC  | Groupama-FDJ                |
| 81-87   | IGD  | Ineos Grenadiers            |
| 91-97   | IWG  | Intermarché-Wanty-Gobert    |
| 101-107 | IPT  | Israel-Premier Tech         |

| N.      | Cod. | Squadra                 |
| ------- | ---- | ----------------------- |
| 111-117 | TJV  | Jumbo-Visma             |
| 121-127 | LTS  | Lotto Soudal            |
| 131-137 | MOV  | Movistar Team           |
| 141-147 | BEX  | Team BikeExchange-Jayco |
| 151-157 | DSM  | Team DSM                |
| 161-167 | TFS  | Trek-Segafredo          |
| 171-177 | UAD  | UAE Team Emirates       |
| 181-187 | ADC  | Alpecin-Deceuninck      |
| 191-197 | ARK  | Team Arkéa-Samsic       |
| 201-207 | TEN  | TotalEnergies           |

## Ordine d'arrivo (Top 10)
| Pos. | Corridore          | Squadra     | Tempo    |
| ---- | ------------------ | ----------- | -------- |
| 1    | Marco Haller       | Bora        | 4h37'23" |
| 2    | Wout Van Aert      | Jumbo       | s.t.     |
| 3    | Quinten Hermans    | Intermarché | s.t.     |
| 4    | Jhonatan Narváez   | Ineos       | s.t.     |
| 5    | Patrick Konrad     | Bora        | a 4"     |
| 6    | Jasper Philipsen   | Alpecin     | a 9"     |
| 7    | Phil Bauhaus       | Bahrain     | s.t.     |
| 8    | Hugo Hofstetter    | Arkéa       | s.t.     |
| 9    | Max Kanter         | Movistar    | s.t.     |
| 10   | Alexander Kristoff | Intermarché | s.t.     |